# 紅粉佳人 (雞尾酒)
红粉佳人（Pink lady）是一种粉红色的鸡尾酒，用：
- 琴酒	1.5盎司
- 蛋白	1个
- 红色石榴糖浆	1茶匙

用摇酒壶摇匀，倒入鸡尾酒杯中，杯沿镶一棵红樱桃。

## 调配技巧
由于加入蛋白，所以在调制时要充分摇混。
红石榴糖浆的用量決定了酒的颜色及口味。